# Instytut Metrologii, Elektroniki i Informatyki Uniwersytetu Zielonogórskiego
Instytut Metrologii, Elektroniki i Informatyki Uniwersytetu Zielonogórskiego – jeden z 3 instytutów Wydziału Informatyki, Elektrotechniki i Automatyki Uniwersytetu Zielonogórskiego.

## Poczet dyrektorów
1. Ferdynand Wagner (1983–1986)
2. Maciej Siwczyński (1986–1987)
3. Antoni Wysocki (1987–1991)
4. Jerzy Bolikowski (1991–1996)
5. Marian Miłek (1996–1997)
6. Jerzy Bolikowski (1998–1999)
7. Wiesław Miczulski (1999–2002)
8. Jadwiga Lal Jadziak (2002–2005)
9. Wiesław Miczulski (2005–2008)
10. Ryszard Rybski (od 2008)

## Władze instytutu
W kadencji 2020–2024:
| Stanowisko         | Imię i nazwisko      |
| ------------------ | -------------------- |
| Dyrektor           | Ryszard Rybski       |
| Zastępca dyrektora | Leszek Furmankiewicz |

## Struktura organizacyjna

### Zakład Metrologii i Elektroniki
Samodzielni pracownicy naukowi:
- Sergiusz Sienkowski – kierownik
- Janusz Kaczmarek
- Radosław Kłosiński
- Wiesław Miczulski
- Ryszard Rybski

### Zakład Inżynierii Komputerowej i Internetu Rzeczy
Samodzielni pracownicy naukowi:
- Jacek Tkacz – kierownik
- Oleksandr Barkalov
- Larysa Titarenko

### Pracownia Systemów Pomiarowych
Samodzielni pracownicy naukowi:
- Maciej Cepowski – kierownik

## Główne obszary badawcze
- nowoczesne techniki programowania
- lokalne i globalne sieci komputerowe
- zastosowanie systemów komputerowych w zarządzaniu przedsiębiorstwami produkcyjnymi
- formalne metody projektowania układów cyfrowych
- projektowanie specjalizowanych scalonych układów cyfrowych (ASIC, FPGA, CPLD)
- oprogramowanie do automatycznego projektowania układów cyfrowych
- specyfikacja i projektowanie cyfrowych systemów osadzonych
- zintegrowane projektowanie systemów sprzętowo-programowych
- inteligentna aparatura pomiarowa: przetworniki wielkości elektrycznych i nieelektrycznych, mierniki i analizatory parametrów jakości energii elektrycznej
- systemy pomiarowe: systemy ekspertowe na potrzeby diagnostyki i prowadzenia procesów technologicznych, systemy monitorowania
- precyzyjne pomiary wielkości elektrycznych: kalibratory napięć, prądów i mocy, pomiary składowych impedancji
- sieci przemysłowe: protokoły komunikacyjne, integracja sieci przemysłowych, rozproszone systemy pomiarowo-kontrolne
- technika korelacyjna w pomiarach
- optymalizacja układów zasilania
- eliminacja zniekształceń napięcia i prądu
- obwody kompensacyjne
- obwody parametryczne
- modelowanie obwodów nieliniowych